# União das Freguesias de São Julião de Palácios e Deilão
Die União das Freguesias de São Julião de Palácios e Deilão ist eine portugiesische Gemeinde (Freguesia) im Kreis (Concelho) Bragança, Distrikt Bragança, im Nordosten Portugals.

## Geschichte
Die Gemeinde entstand im Zuge der Gebietsreform vom 29. September 2013 durch die Zusammenlegung der ehemaligen Gemeinden São Julião de Palácios und Deilão.
São Julião de Palácios wurde Sitz der neuen Verwaltung.

## Demographie
| Freguesia | Freguesia                       | Freguesia | Freguesia       | ehemalige Freguesias | ehemalige Freguesias   | ehemalige Freguesias | ehemalige Freguesias |
| --------- | ------------------------------- | --------- | --------------- | -------------------- | ---------------------- | -------------------- | -------------------- |
| Wappen    | Freguesia                       | Einwohner | Fläche in (km²) | Wappen               | Freguesia              | Einwohner            | Fläche in (km²)      |
|           | São Julião de Palácios e Deilão | 319       | 80,62           |                      | São Julião de Palácios | 231                  | 38,65                |
|           | São Julião de Palácios e Deilão | 319       | 80,62           | Deilão               | 168                    | 41,97                |                      |